# Milévani
Milévani är en ort i Komorerna.   Den ligger i distriktet Grande Comore, i den nordvästra delen av landet, 17 km norr om huvudstaden Moroni. Milévani ligger 164 meter över havet och antalet invånare är 729. Den ligger på ön Grande Comore.
Terrängen runt Milévani är kuperad österut, men västerut är den platt. Havet är nära Milévani västerut. Runt Milévani är det tätbefolkat, med 411 invånare per kvadratkilometer. Närmaste större samhälle är Moroni, 17,2 km söder om Milévani. Omgivningarna runt Milévani är en mosaik av jordbruksmark och naturlig växtlighet.